# Harley (Vorname)
Harley ist ein englischer männlicher und weiblicher Vorname.

## Herkunft und Bedeutung
Harley ist ursprünglich ein Ortsname, aus dem zunächst ein Familienname abgeleitet wurde und dann der Vorname entstand.

## Varianten
- Arlea, Arleigh, Arley, Harlea, Harlee, Harleigh, Harly[1]

## Namensträger
- Henry Harley Arnold (1886–1950), US-amerikanischer General
- Harley Earl (1893–1969), US-amerikanischer Industriedesigner, Namensgeber der Harley J. Earl Trophy
- Harley Krohmer (* 1970), deutscher Autor, Unternehmensberater und Institutsdirektor
- Harley Flanagan (* 1967), US-amerikanischer Musiker
- Harley Flanders (1925–2013), US-amerikanischer Mathematiker
- Harley Hatcher (* 1939), US-amerikanischer Musikproduzent und Songwriter
- Harley M. Kilgore (1893–1956), US-amerikanischer Politiker (Demokratische Partei)
- Harley Marques (* 1975), brasilianischer Beachvolleyballspieler und Vizeweltmeister
- Harley D. Nygren (1924–2019), US-amerikanischer Meereskundler
- Harley Race (1943–2019), US-amerikanischer Profiwrestler
- Harley Rouda (* 1961), US-amerikanischer Politiker
- Harley Orrin Staggers (1907–1991), US-amerikanischer Politiker
- Harley Orrin Staggers junior (* 1951), US-amerikanischer Politiker

### Künstlername
- Meister des Harley-Froissart, mittelalterlicher Buchmaler

## Namensträgerinnen

### Künstlername
- Harley Jane Kozak (* 1957), US-amerikanische Film- und Theaterschauspielerin sowie Autorin, benannt nach dem Motorrad

### Fiktive Person
- Harley Quinn, Protagonistin der gleichnamigen Comicserie